# Gros Bill (jeu de rôle)
Pour l'enseigne de produits électroniques, voir GrosBill.
Dans l'univers des jeux de rôle et des jeux vidéo, le terme Gros Bill (aussi orthographié GrosBill voire Grosbill) est un qualificatif péjoratif utilisé pour parler d'un joueur qui cherche à tirer le jeu à lui, au détriment des autres participants, via les capacités augmentées de son personnage. Cela peut se faire par le biais de la tricherie ou d'une interprétation extrême des règles du jeu pour rendre son personnage le plus puissant possible, et cela au détriment des autres aspects du jeu tels que le réalisme ou l'interaction avec les autres personnages joueurs (donc le « rôlisme », ou « roleplay »).
Le terme est apparu en 1981 dans Casus Belli, le principal magazine sur les jeux de rôle sur table en France. Des articles récurrents portent sur ce sujet dans les années 1980 et 90.
En langue anglaise, un terme similaire est « munchkin » ou powergaming (en).

## Apparition du terme
Dans les années 1980, à l'École normale supérieure de la rue d'Ulm, un joueur parisien du jeu de rôle sur table Donjons et Dragons, surnommé « le Gros Bill », se faisait remarquer par sa manière très peu subtile de tricher dans le seul but d'acquérir un personnage joueur surpuissant. Personne ne restait dupe longtemps, mais cela n'empêchait pas cet individu de continuer à annoter sa fiche de personnage pour améliorer les statistiques de son alter ego. Un joueur de l'époque, qui côtoya sa table de jeu, présenta cette nouvelle manière de jouer dans un article ironique de la rubrique « Devine qui vient dîner ce soir... » du magazine spécialisé Casus Belli no 4, paru en 1981 : « [le GrossBill] possède une résistance au psionic blast naturelle car son cerveau est trop petit pour être atteint [sic] ». En la ridiculisant, l'article faisait passer à la postérité cette nouvelle pratique de jeu.
En 1985, une double page de François Marcela-Froideval dans le même magazine s'inquiète du phénomène, qui semble toucher de nombreuses tables de jeu aux États-Unis (avec les « Monty Hall ») et en France : « Depuis quelque temps, une maladie terrible, contre laquelle nous avions tenté de lutter il y a longtemps dans Casus Belli, a tendance à ressurgir : la grosbillite galopant. »
Le terme de « Gros Bill » (ou « Grosbill ») qui jusque-là permettait de se moquer gentiment des joueurs, devient dès lors plus péjoratif. En effet, cette pratique nuit à « l'expérience de jeu » de ceux pour qui l'histoire et l'ambiance dans un jeu de rôle sont importantes (le « rôlisme ») et, si elle devait se généraliser, les parties de jeu de rôle perdraient tout intérêt, ne devenant que des compétitions pour savoir qui a le personnage le plus puissant.
En 1999, le hors-série no 25 de Casus Belli, intitulé « Manuel pratique du jeu de rôle » propose de « jouer les Grosbills » ; ce dernier numéro du magazine (première époque) évoque nostalgiquement le Grosbill à plusieurs endroits.
En 2020, le numéro « Spécial 40 ans » de Casus Belli (version 4) no 34 contient une planche de bande dessinée sur le Gros Bill, témoignant de la pérennité du mythe dans la culture du jeu de rôle en France de cette époque.

## Évolution du terme et des termes dérivés
À l'origine, le terme de « GrosBill » a une connotation de tricherie (sur les dés de caractéristiques de son personnage, les dés jetés au cours de la partie, etc.), mais le terme a perdu cette signification originelle et peut également désormais désigner le personnage virtuel lui-même, ou un désir d'optimisation maximale de ce personnage, notamment avec l'arrivée des MMORPG. 
En effet, l'un des buts principaux des jeux de rôles informatiques est d'acquérir de l'expérience et de découvrir des artefacts magiques, et, de fait, la tricherie est devenue impossible ou beaucoup plus difficile qu'avec un meneur de jeu traditionnel. Le « Gros Bill » désigne alors un joueur très expérimenté qui excelle dans la recherche de la puissance. Le terme est devenu synonyme de powergaming (en) (le terme anglais exact pour le « GrosBill » originel est plutôt munchkin) en perdant le sens de tricherie. Il véhicule toutefois encore la notion d'excès, de surpuissance, d'élément potentiellement « déséquilibrant » pour l'univers dans lequel il évolue.
Le terme « GrosBill » a donné le substantif « grosbillisme », qui désigne le fait de « jouer la puissance » plutôt que de « jouer le rôle ». Le terme est péjoratif, car une attitude de « Gros Bill » dans un jeu de rôle traditionnel est proche de l'anti-jeu et gâche souvent le plaisir des autres joueurs.

## Lutter contre le grosbillisme
Certains meneurs de jeu sont montrés du doigt, car créer des scénarios de type « PMT » (Porte-monstre-trésor) ou des donjons remplis d'objets magiques puissants sert la cause des « Gros Bills ». D'autre part, c'est aux meneurs de jeu de prendre des mesures pour empêcher la tricherie et les abus, car le « Gros Bill » connaît en général très bien le livre de règles du maître du jeu, ce qui lui permet de combiner des compétences afin d'obtenir des capacités largement supérieures aux autres joueurs. Les « Gros Bills » ayant tendance à se focaliser sur les chiffres au détriment de l'histoire, le meneur de jeu n'a qu'à ne jamais en donner. 
Par ailleurs, certains « Gros Bills » vont jusqu'à lire les scénarios du commerce, pour connaître l'emplacement et la nature de tous les objets magiques composant le scénario. Le jeu Donjons et Dragons 3.5 est tout choisi pour ce style de grobillisme, mais un maître de donjon (MD) peut choisir de refuser un personnage multi-classé fantaisiste, ou décider de modifier ses scénarios et les objets qu'ils contiennent. Ces scénarios « basiques » sont d'ailleurs évoqués comme excuse, par celui qui est à l'origine de l'expression.
En ce qui concerne les MMORPG, le grosbillisme est moins nuisible, puisque le « Gros Bill » est maintenant surtout quelqu'un qui joue beaucoup pour progresser, comme la plupart des autres joueurs. Dans ces jeux, on retrouve parfois la mise en place de serveurs uniquement « JDR », sur lesquels les joueurs sont invités à se concentrer sur l'histoire et moins sur la progression en niveaux du personnage. Dans de tels jeux, le grobillisme engendre parfois la pratique du ninja looting ou du farming.
Si une partie de jeu de rôle est pensée comme une relation d'invitation ou d'hospitalité, le joueur « Gros Bill » serait comme un invité qui tire l'invitation à lui-même, au détriment de l'hôte et des autres invités. Ce serait donc une atteinte à la relation d'accueil, car le joueur « Gros Bill » outrepasse l’humilité nécessaire à son rôle et il sort du cadre dans lequel il a accepté d’être accueilli.

## Autour du terme
- En 1985, le nom « Gros Bill » est utilisé pour un personnage du film Subway, de Luc Besson, un culturiste à l'esprit borné, interprété par Christian Gomba.
- GrosBill est devenu le nom d'un vendeur de fourniture informatique en ligne, racheté par Auchan et devenu une filiale du groupe en 2005.
- La série des Elder Scrolls est propice au grobillisme, car il est possible de faire atteindre le plus haut degré de maîtrise à son personnage dans un domaine donné en quelques minutes, en utilisant des astuces de jeu, et en ignorant donc tout réalisme.